# Непоменко, Фёдор Иванович
Фёдор Иванович Непоменко (11 января 1927 — 10 мая 2012) — украинский прозаик, член Союза писателей Украины (1983).
Окончил филологический факультет Одесского университета (1951). Работал учителем, преподавателем музыки в Винницкой области и Кировограде. Писал на русском языке. Автор сборников рассказов и повестей «В ожидании» (1961), «Прекрасное мгновение» (1963), «Дороже золота» (1977), «Во всей своей полынной горечи» (1980), «Без суеты» (1991), «За дверью — тишина» (Кировоград, Центрально-Украинское издательство, 2001).
Победитель Всесоюзного конкурса на лучший рассказ (журнал «Крестьянка», Москва, 1973).